# Szekcsőalja
Szekcsőalja (1899-ig Siba, szlovákul: Šiba) község Szlovákiában, az Eperjesi kerület Bártfai járásában.

## Fekvése
Bártfától 8 km-re délnyugatra, a Szekcső-patak közelében fekszik.

## Története
A falu a 14. században a soltészjog alapján keletkezett, első írásos említése 1427-ből való. Ekkor az adóösszeírás szerint 25 adózója volt. A Perényiek és a Szapolyaiak birtoka volt. 1600-ban 28 ház állt a faluban. 1715-ben 16, 1720-ban 13 adózó portája volt. A faluban két malom is működött. 1787-ben 43 házában 323-an laktak.
A 18. század végén Vályi András így ír róla: „SIBA. Tót falu Sáros Várm. földes Ura Gr. Klobusiczky Uraság, lakosai katolikusok, fekszik Bártfához, és Hertnekhez nem meszsze, mellynek filiája; földgye sovány, erdeje, réttye, legelője van.”
1828-ban 62 házában 476-an laktak. Lakói évszázadok óta erdőgazdálkodással, földműveléssel, fazsindely készítéssel és teknővájással foglalkoznak.
Fényes Elek 1851-ben kiadott geográfiai szótárában így ír a faluról: „Siba, tót falu, Sáros vgyében, Richvaldhoz 2 órányira, 402 kath., 47 zsidó lak. Vizimalom. Sok erdő. F. u. gr. Klobusiczky. Ut. p. Bártfa.”
A 19. század második felében, 1847 és 1877 között üvegkohó, a 20. században szeszfőzde, fűrésztelep és vizimalom is működött a területén. A trianoni diktátum előtt Sáros vármegye Bártfai járásához tartozott.

## Népessége
| Év:            | 1994. | 2004.   | 2014.   | 2024. |
| -------------- | ----- | ------- | ------- | ----- |
| Emberek száma: | 545   | 563     | 600     | 636   |
| Eltérés:       |       | +3,30 % | +6,57 % | +6 %  |

| Év:            | 2023. | 2024.   |
| -------------- | ----- | ------- |
| Emberek száma: | 631   | 636     |
| Eltérés:       |       | +0,79 % |

1910-ben 565, túlnyomórészt szlovák lakosa volt.
2001-ben 565 lakosából 562 szlovák volt.
2011-ben 556 lakosából 540 szlovák.

## Nevezetességei
- Szent Kozma és Damján tiszteletére szentelt római katolikus temploma 1986 és 1991 között épült.

## Külső hivatkozások
- Hivatalos oldal
- E-obce.sk Archiválva 2012. augusztus 22-i dátummal a Wayback Machine-ben
- Községinfó
- Szekcsőalja Szlovákia térképén